# Isotoma tridens
Isotoma tridens är en klockväxtart som först beskrevs av Franz Elfried Wimmer, och fick sitt nu gällande namn av Thomas G. Lammers. Isotoma tridens ingår i släktet Isotoma och familjen klockväxter. Inga underarter finns listade i Catalogue of Life.